# Francesca Franchi
Francesca Franchi, född 24 december 1997 i Molveno, är en italiensk längdskidåkare som tävlar i världscupen. I U23-VM 2020 tog hon ett brons med det italienska laget i mixstafetten. I VM 2023 kom hon 9:a i 
skiathlon och 6:a i 10 km fristil.